# Station Visby
Station Visby is een spoorweghalte in Visby in de gemeente Tønder in het uiterste zuiden van Denemarken. De halte wordt bediend door de trein van Esbjerg naar Tønder. Op werkdagen rijdt ieder uur een trein in beide richtingen. De trein stopt enkel op verzoek.